# The Elder Scrolls IV: Oblivion
The Elder Scrolls IV: Oblivion е фентъзи компютърна ролева игра, разработена от Bethesda Softworks LLC за персонален компютър, Xbox 360 и PlayStation 3. Това е четвърта игра от поредицата Elder Scrolls (Древните свитъци).
Играта е публикувана на 20 март 2006 г. в САЩ и на 24 март в Европа. Официалната дата за продажба е 21 март 2006 г.

## Сюжет
Внимание:  Текстът по-долу разкрива сюжета на произведението (или части от него)!
След мистериозната и ненавременна смърт на Императора Uriel Septim VII, тронът на Tamriel остава празен. Империята се намира пред разруха, вратите на Обливион се отварят и демони започват да навлизат в земите, опустошавайки всичко по пътя си. За да се променят нещата, играчът трябва да намери изгубения наследник на трона и да разнищи злия заговор за разрушението на Tamriel. Главният герой е безименна личност, която е затворена в Имперския град, столицата на Cyrodiil и империята. По ирония на съдбата килията е и част от секретен път за бягство на императора, в случай на опасност.
Император Uriel Septim VII, идва до затвора с ескорт от няколко пазача. Ясно е, че убийците са убили двамата сина на Императора и сега преследват него. Когато вижда главния герой, Императора съобщава, че вече са се срещали в неговите сънища. След това пазачите му го извеждат през тунела. Оттук нататък главният герой започва пътуването си през катакомбите, тичайки след Императора. Тук започва обучаващата част на играта, учеща на основните техники на играта, наблюдавайки стила на игра, като предлага определянето на клас.
В края на катакомбите главният герой отново се среща с пазителите на Императора, но те са нападнати изневиделица от убийците, а на играча е поставена задача да пази Император Septim. Преди да започне битката, Uriel Septim поверява на главния герой Амулета на кралете (Amulet of Kings) – специално бижу, което може да бъде носено само от хора, които имат кръвна линия с Императора. След това убийците, въпреки намеса намесата на играча, убиват Императора и остава само един пазител – Baurus. Той натоварва играча със задачата да занесе амулета на Jauffre, водача на The Blades (Остриетата) – орден на Императорските рицари в Weynon Priory. Оттук главният герой напуска каналите и започва пътешествието си в света на Tamriel. Тук е и изборът на играча дали ще последва заповедите, или ще поеме по свой собствен път.
Ако играчът избере да продължи линията на основната история, то тогава порталите към Oblivion ще се отворят и ще започне инвазията на Даедрическия принц Mehrunes Dagon. В този случай единственият начин да бъдат затворени вратите завинаги е да се намери наследник на Uriel Septim VII. Същият този наследник трябва да превземе трона и да запали отново The Dragonfires (Драконовите огньове) в Imperial City. Такъв роднина съществува – това е незаконният наследник на трона, Мартин, който живее в Kvatch. Главният герой има задача да стигне до града и да върне Мартин в Weynon Priory. Преди това обаче Daedra обсаждат Kvatch, и главният герой е принуден да достигне до града, като премине през портала към Oblivion и го затвори.
За затварянето на портала героят получава званието „The Hero of Kvatch“ и добива известност в Tamriel. Когато пристига в църквата, главният герой убеждава недоверчивия Мартин да се присъедини към неговото пътешествие до Weynon Priory. По време на пътешествието играчът научава обаче, че Weynon Priory е атакуван от Mythic Dawn (Митичният Изгрев), а Амулетът на кралете е откраднат. Оцелял от атаката, Jauffre заповядва на главния герой да придружи него и Мартин до Cloud Ruler Temple (Храмът на Владетелят на Облаците), крепостта на The Blades (Остриетата) в Jerall Mountains (Планините Джералл). По време на пътуването Мартин е разпознат като младия Император и му е дадено името „Martin Septim“. Скоро след това Jauffre заповядва на играча да придружи Baurus, пазача от началото на играта, в Imperial City, за да намери тайното Светилище на Mythic Dawn, където се смята, че се намира откраднатия амулет на кралете.
След известно разследване, бой, и малко повече мислене от страна на играча, главният герой достига до светилището. Въпреки това вече е късно, тъй като Mankar Camoran, водачът на Mythic Dawn, избягва в неговата реалност през портал, използвайки мистична книга, наречена Mysterium Xarxes. Главният герой взима книгата и я връща на Мартин, който решава, че единственият начин да се върне амулета, е като се последва Mankar Camoran и се направи портал до другия свят. Започва куест тип „collect-the-pieces“ – играчът трябва да събере три ключови предмета, за да сътвори отново портала. Тези предмети включват специален Даедрически артефакт (Daedric Artifact), Голям уелкиндски камък (Great Welkynd Stone), Кръв от един от боговете (Blood of a Divine), която изисква играчът да достави древната броня на Tiber Septim, първия император от третата ера, впоследствие станал бог, върху която е останала неговата кръв. След като трите задачи са приключени, Martin разкрива последния предмет, който трябва да се използва, за да се отвори портал – Голям Сигилски Камък (Great Sigil Stone). С него е възможно да се отвори Голям портал (Great Gate) до света на Oblivion, подобен на този, унищожил Kvatch.
Martin и Jauffre разработват план, който да позволи на Mythic Dawn да нападнат Bruma и да отворят Great Gate. „The Hero of Kvatch“ трябва да премине през портала и да вземе Great Sigil Stone, но е притиснат от времето – ако се забави прекалено много, гигантска даедрическа машина за обсада ще премине през портала и ще разруши Bruma. Взимайки камъка и затваряйки портала, героят се озовава на бойното поле, където е отворен порталът. Martin съобщава, че много хора са загинали в битката, но все пак са спечелили и Големият портал е затворен. След това Martin казва на главния герой, че ще го очаква в Cloud Ruler Temple, когато е готов да последва Camoran в неговата реалност.
След пристигането в храма, порталът е отворен, а главният герой се спуска в пътешествие из странно, утопично място в друга реалност, наречена „Рая на Каморан“ (Camoran's paradise). След битка с хората на Camoran, героят се изправя в битка със самия Camoran в неговата тронна зала. Играчът трябва да победи Camoran един път и да вземе амулета. Когато това приключи, райското място се разпада и изчезва, връщайки обратно героя в Тамриел. Амулета е върнат на Martin. The Blades и Martin пътуват до Imperial City, за да запалят отново Dragonfires и да прекратят инвазията на Mehrunes Dagon. Въпреки това обаче Daedra започват отчаян опит да превземат Imperial city. В много тежка битка героят и Martin си пробиват път до The Temple of the One (Храмът на Единствения), за да видят как Daedra разрушават града, водени от самия Mehrunes Dagon. Martin си проправя път до храма, използвайки амулета, за да се слее с духа на Akatosh, древния дракон-бог на времето, и да победи Mehrunes Dagon във финална битка. Даедрическият принц е прогонен обратно в Oblivion, Martin изчезва, а вратите на Oblivion са затворени завинаги. Тронът отново остава празен. Последният монолог на Martin описва всичко станало в оптимистична светлина, като оставя бъдещето на Tamriel в ръцете на играча.

## Новини
Oblivion печели званието игра на годината и най-добра RPG игра.